# Yāseh Chāh
Yāseh Chāh (persiska: یاسه چاه) är en ort i Iran.   Den ligger i provinsen Chahar Mahal och Bakhtiari, i den centrala delen av landet, 300 km söder om huvudstaden Teheran. Yāseh Chāh ligger 1 933 meter över havet och antalet invånare är 702.
Terrängen runt Yāseh Chāh är varierad. Yāseh Chāh ligger nere i en dal. Runt Yāseh Chāh är det ganska tätbefolkat, med 160 invånare per kvadratkilometer. Närmaste större samhälle är Ben, 13,5 km sydväst om Yāseh Chāh. Trakten runt Yāseh Chāh består i huvudsak av gräsmarker.